# Doctor Snuggles
Doctor Snuggles ist eine britisch-niederländische Zeichentrickserie aus dem Jahr 1979. Die Serie handelt vom ungewöhnlichen Erfinder Doctor Snuggles.

## Inhalt
Doctor Snuggles, die Hauptfigur der Serie, ist ein optimistischer Erfinder und Weltverbesserer, der immer eine Lösung findet. Snuggles lebt in einem typisch englischen Cottage auf dem Land. In der skurrilen Welt des Doctor Snuggles sind fast alle Gegenstände und Tiere belebt und beseelt, etwa die Scheune, der Dachs Dennis, die Maus Knabber, der ängstliche Fluss oder der Roboter Mathilde Dosenfänger. Alle haben starke Persönlichkeiten und liebenswerte menschliche Eigenarten. Doctor Snuggles und seine meist tierischen Freunde treiben Fräulein Reinlich, die gute Seele von Doctor Snuggles’ Anwesen, oft regelrecht in den Wahnsinn.

## Hauptfiguren
Dr. Snuggles
Er ist die Hauptfigur der Serie. Seine markanten Zeichen sind sein Schirmchen (englischer Name: Jefferson), der ihm auch als Springstock dient, und seine Taschenuhr Ticker sowie seine sehr strapazierfähige Fliege. Er ist stets freundlich, optimistisch und hilfsbereit. In der englischen Fassung leiht ihm Sir Peter Ustinov seine Stimme.
Dennis, der Dachs
Dennis (englischer Name: Dennis the Badger) ist ein eher gemütlicher, sprechender Dachs in blauer Latzhose. Nicht zuletzt wegen seiner Begabung in handwerklichen Dingen hat er oft Ideen, welche die Geschichte weiterführen. Häufig macht er sich einen Spaß daraus, Knabber zu ärgern.
Knabber, die Maus
Knabber (englischer Name: Knobby the Mouse) heißt eine faule Maus in geringeltem, ärmellosem Hemd, die in der Küche von Dr. Snuggles wohnt und verrückt nach Käse ist. Sie treibt Fräulein Reinlich häufig in den Wahnsinn und bringt oft alle Beteiligten in Schwierigkeiten.
Fräulein Hilde Reinlich
Die ältere Haushälterin (englischer Name: Miss Nettles) von Dr. Snuggles betrachtet seine Erfindungen immer sehr argwöhnisch und neigt leicht zur Kündigung.
Mathilde Dosenfänger
Mathilde Dosenfänger (englischer Name: Mathilda Junkbottom) wird in der ersten Folge von Dr. Snuggles erfunden, um Fräulein Reinlich zu helfen. Sie besteht hauptsächlich aus Dosen und anderem Müll und kann als einer der wenigen Charaktere der Serie nicht sprechen.
Oma Kuschel
Oma Kuschel (englischer Name: Granny Toots) ist eine ältere Dame und gute Freundin von Dr. Snuggles. Sie hat ein großes Herz für Katzen, deshalb hat sie neben ihrem Haus ein Katzenkrankenhaus gegründet. Die Kosmokatze wohnt auch bei ihr.
Kosmokatze
Die Kosmokatze (englischer Name: Cosmic Cat), wie ihr Name schon sagt, kommt aus dem Weltall. Wenn Dr. Snuggles in schwierigen Situationen nicht mehr weiter weiß, fragt er sie um Rat.
Wilhelma Weinessig
Wilhelma Weinessig (englischer Name: Winnie Vinegar Bottle) ist eine gemütliche Hexe, die ihr Häuschen in einer großen Weinessigflasche angebaut hat, das sich im riesigen Salz-und-Pfeffer-Gebirge befindet. Wilhelma ist eine gute Freundin des Doktors, die ihm von Zeit zu Zeit mit ihren Zauberkräften beisteht – allerdings nur, solange sie keine schlechte Laune hat.
Willi der Fuchs
Willi (englischer Name: Willie the Fox) ist ein aufrecht laufender Fuchs mit schwarzer Krawatte und Melone, der zusammen mit Karlchen Rattenkopf nicht aufhört, Dr. Snuggles Streiche zu spielen, oder versucht, ihn zu berauben. Willi erteilt gerne Befehle und nennt seinen Partner dämliche Ratte.
Karlchen Rattenkopf
Karlchen Rattenkopf (englischer Name: Charlie Rat) ist eine kleine, aufrecht laufende Ratte in schwarzer Jacke und mit einer langen Nase. Er ist der treue, aber dümmliche Kompagnon von Willi dem Fuchs und nennt ihn bereitwillig Boss. Seine Loyalität zu Willi wird allerdings von Zeit zu Zeit durch dessen rabiaten Habitus an ihre Grenzen getrieben.
Professor Smaragd
Der Professor (englischer Name: Professor Emerald) ist ein böser Zauberer, der sein Domizil, das Schloss Seetang, im Grünen Meer bewohnt. Vermittels seiner Zauberkräfte, mit denen er sich teleportieren, in einen Geier verwandeln oder auf einem Teppich fliegen kann, setzt er den guten Absichten des Doktors böses und eigensinniges Handeln entgegen.

## Produktion und Veröffentlichung
Die Charaktere und die Welt von Doctor Snuggles wurden 1978 von Jeffrey O’Kelly entwickelt. Die Rechte an den Figuren liegen mittlerweile wieder bei O’Kelly. Die einzelnen Episoden der Fernsehserie wurden von bekannten Autoren geschrieben, hauptsächlich von Richard Carpenter, der auch Catweazle verfasste, und Paul Halas. Weitere Autoren waren der durch Per Anhalter durch die Galaxis bekannt gewordene Douglas Adams und sein Radioproduzent John Lloyd. Von ihnen stammen die Episoden 7 Die Wasserdiebe aus dem Weltraum und 12 Die Reise nach Nirgendwo. Episode 9 Die sonnige Lachmaschine wurde von Loek Kessels geschrieben.
Doctor Snuggles war eine Koproduktion zwischen englischen und niederländischen Produzenten. Die Animationsarbeit teilten sich zwei Studios. Die Episoden 1–6, 8 sowie das Intro und Outro wurden bei Topcraft in Japan mit Tsuguyuki Kubo als Animation Supervisor hergestellt, die Episoden 7 und 9–13 von DePatie-Freleng (später gekauft von Marvel Comics) in den Vereinigten Staaten.
Die Serie wurde in Großbritannien vom 1. Oktober 1979 bis 1980 durch ITV ausgestrahlt. Von 24. Juni 1981 bis 22. September 1981 folgte die Ausstrahlung durch das erste Programm (ARD) in der BRD. 2008 erschien die Serie auf drei DVDs unter dem Titel Doctor Snuggles. Collector’s Box bei Universal.
Bei Polydor (Universal Music) wurde 1981 der Soundtrack (2432 230) veröffentlicht, der die Melodien der Serie in deutscher Sprache enthielt. Der Titelsong wurde von Siw Inger gesungen.

## Comic-Serie
Im Jahr 1981 veröffentlichte der Condor-Verlag eine Comic-Reihe zur Fernsehserie. Von dieser sind zehn Hefte erschienen. Für die einzelnen Hefte sind die Geschichten der Fernsehfolgen als mehrere kleinere Comic-Geschichten veröffentlicht worden. So bildet z. B. aus der Folge Die Wasserdiebe aus dem Weltraum der anfängliche Teil, in dem Dr. Snuggles den Grund der Austrocknung des Flussbetts herausfindet und den Fluss überredet, von seiner Quelle in der Höhle wieder in das Meer zu fließen, eine separate Geschichte. Zusätzlich sind zweiteilige auf zwei Hefte aufgeteilte Fortsetzungsgeschichten entstanden.

## Synchronisation
Die deutsche Bearbeitung entstand bei der Bavaria Atelier GmbH. Die Dialoge verfasste Eberhard Storeck, Synchronregie führte Günther Sauer.
| Rolle              | Englischer Sprecher | Deutscher Sprecher  |
| ------------------ | ------------------- | ------------------- |
| Doctor Snuggles    | Peter Ustinov       | Walter Jokisch      |
| Onkel Bill         |                     | Klaus Höhne         |
| Knabber            |                     | Ulli Philipp        |
| Fräulein Reinlich  |                     | Elisabeth Wiedemann |
| Wilhelma Weinessig |                     | Marianne Wischmann  |
| Erzähler           |                     | Lambert Hamel       |

Neben Peter Ustinov sprachen in der englischsprachigen Version Olwen Griffiths, John Challis und Jeffrey O’Kelly selbst einige Stimmrollen. Die Serie wurde auch in schweizerdeutsch, spanisch und schwedisch synchronisiert.

## Planung einer neuen Serie
2002 tauchte eine Vorschau zu einer neuen, bisher nicht veröffentlichten Doctor-Snuggles-Serie auf. Jeffrey O’Kelly zeichnete dafür als Verantwortlicher.

## Episodenliste
| Nr. | Deutscher Titel                             | Originaltitel                                      | Erstausstrahlung GB | Deutschsprachige Erstausstrahlung (ARD) |
| --- | ------------------------------------------- | -------------------------------------------------- | ------------------- | --------------------------------------- |
| 1   | Wie Mathilde Dosenfänger erfunden wurde     | The Fabulous Mechanical Mathilda Junkbottom        | 1. Okt. 1979        | 24. Juni 1981                           |
| 2   | Der wunderbare fliegende Marmeladenbaum     | The Astounding Treacle Tree                        | unbekannt           | unbekannt                               |
| 3   | Die freche Entführung von Fräulein Reinlich | The Spectacular Rescue of Miss Nettles             | unbekannt           | unbekannt                               |
| 4   | Das Geheimnis des Zauberpilzes              | The Unbelievable Wormmobile Adventure              | unbekannt           | unbekannt                               |
| 5   | Die abenteuerliche Ballonfahrt              | The Sensational Balloonrace                        | unbekannt           | unbekannt                               |
| 6   | Das Rätsel des vielfarbenen Diamanten       | The Magical Multi-Coloured Diamond                 | unbekannt           | unbekannt                               |
| 7   | Die Wasserdiebe aus dem Weltraum            | The Remarkable Fidgety River                       | unbekannt           | unbekannt                               |
| 8   | Die prächtige Niespulver-Rakete             | The Fearful Miscast Spell of Winnie the Witch      | unbekannt           | unbekannt                               |
| 9   | Die sonnige Lachmaschine                    | The Extraordinary Odd Dilemma of Dennis the Badger | unbekannt           | unbekannt                               |
| 10  | Die gefährliche Pandorium-Kiste             | The Wondrous Powers of the Magic Casket            | unbekannt           | unbekannt                               |
| 11  | Die gräßlichen Smog-Maschinen               | The Turn of Events with the Unwelcome Invaders     | unbekannt           | unbekannt                               |
| 12  | Die Reise nach Nirgendwo                    | The Great Disappearing Mystery                     | unbekannt           | unbekannt                               |
| 13  | Knabber der König der Mäuse                 | The Amazing Reflective Myth                        | unbekannt           | unbekannt                               |